# Marsden (West Yorkshire)
Marsden is een plaats in het bestuurlijke gebied Kirklees, in het Engelse graafschap West Yorkshire. De plaats telt 3499 inwoners.

## Galerij

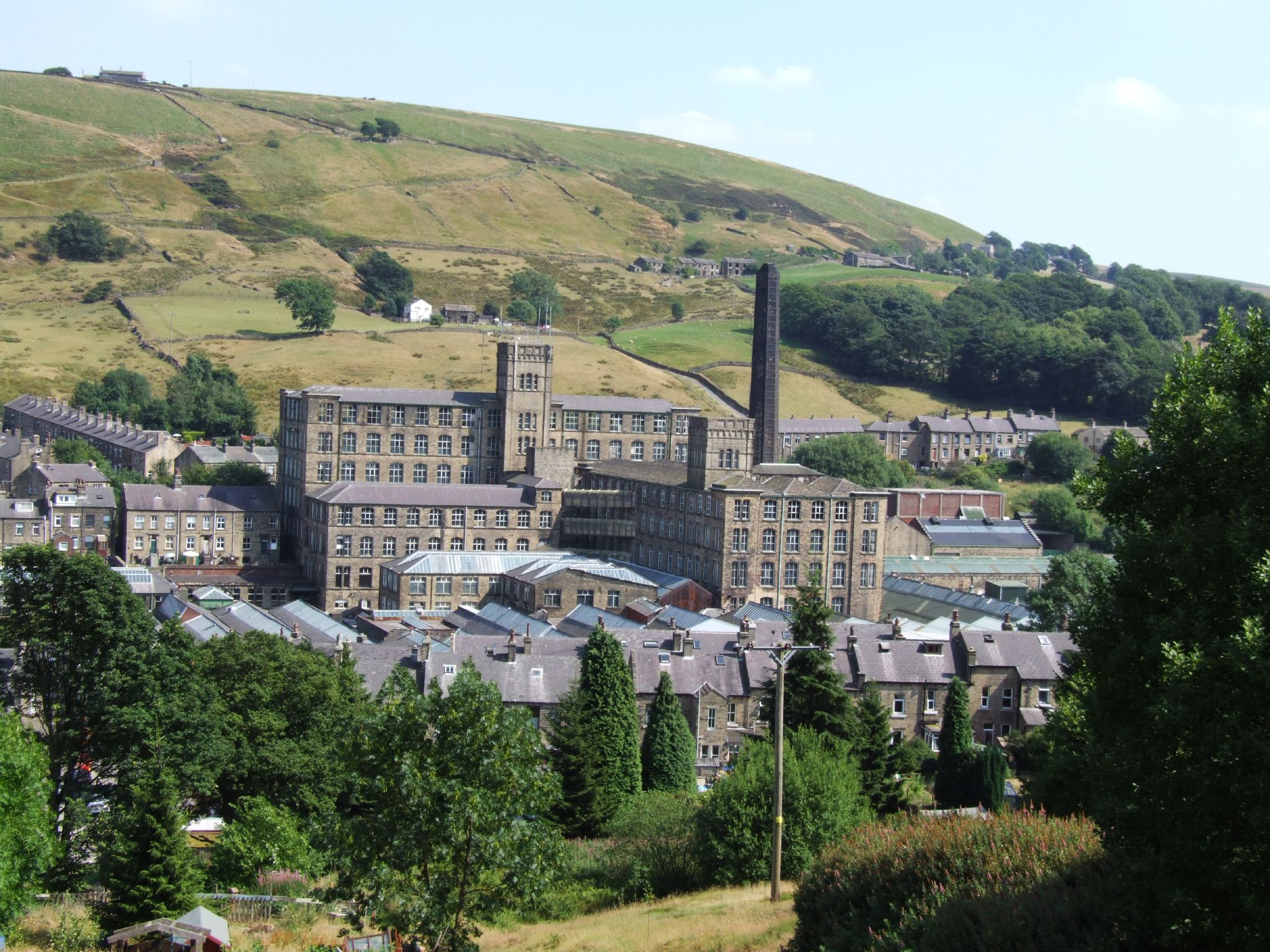
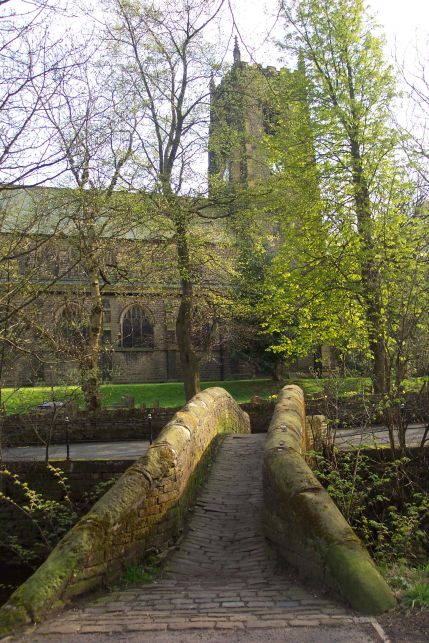
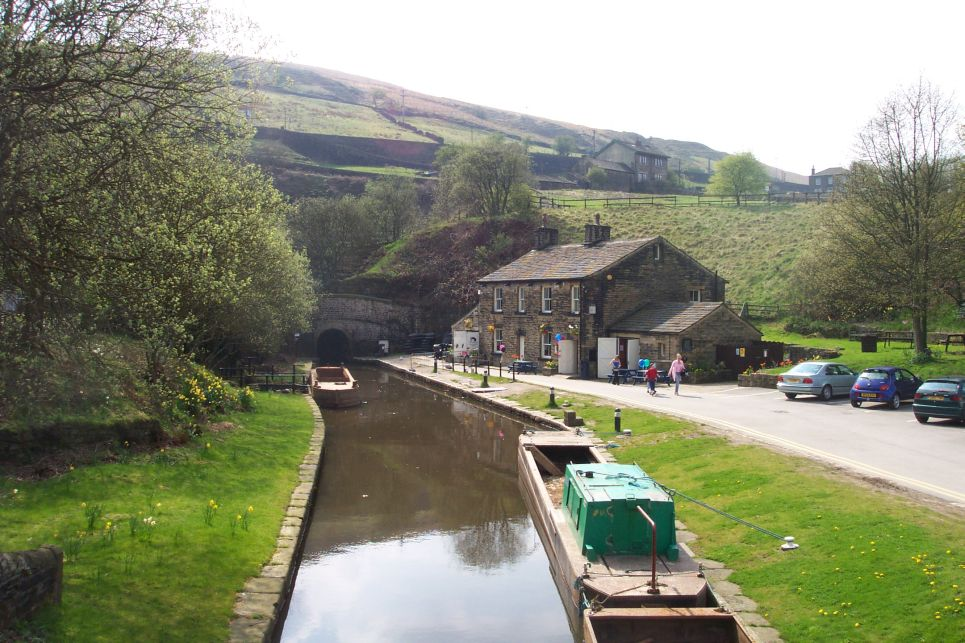
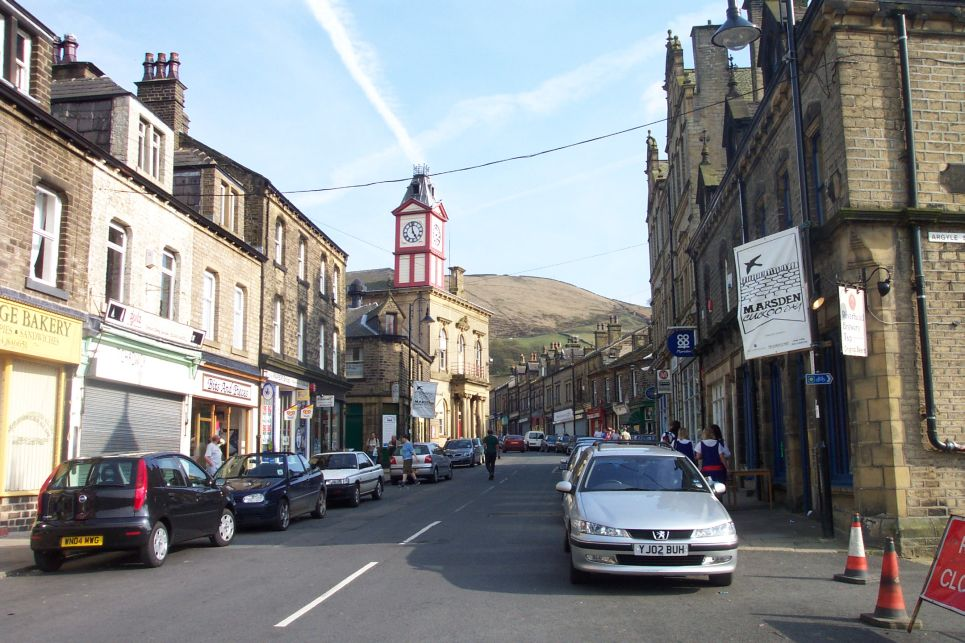

## Geboren
- Dora Marsden (1882 - 1960), feministisch filosoof